# Raid on Bungeling Bay
Raid on Bungeling Bay fue el primer videojuego diseñado por Will Wright. Fue publicado por Brøderbund para la Commodore 64 en 1984 y para NES y computadoras MSX en 1985. La versión para Commodore 64 fue publicada en el Reino Unido por Ariolasoft, y la versión para NES fue publicada por Hudson Soft.
Aparte de ofrecer una visión aérea 2D de terreno que era un poco más compleja que en otros juegos, Raid on Bungeling Bay era básicamente un simple Matamarcianos de zona de guerra. El jugador controlaba un helicóptero que se lanzaba desde un portaaviones para bombardear seis fábricas dispersas a lo largo de islas en un pequeño planetoide ocupado por el Imperio Bungeling (los villanos usuales en los juegos de Brøderbund), mientras se defendía de los contraataques por torretas, aviones de caza, misiles guiados, y un acorazado. Había también una isla escondida para el jugador para recargar. El fallar significaba que el Imperio Bungeling desarrollaría una máquina de guerra para tomar el planeta Tierra. Los jugadores tenían que atacar su infraestructura mientras defendían el portaaviones el cual servía como hogar base.
El juego ofrece un interesante punto de vista dentro del diseño de Will Wright, quien más tarde diseñaría SimCity. Las islas y fábricas en el juego se comportaban de una manera tan sofisticada que se parecía mucho a SimCity. A través del tiempo, las fábricas crecerían y desarrollarían nuevas tecnologías para usar en contra del jugador. Había también señales visibles de interdependencia entre las islas, tales como botes de suministros moviéndose entre ellas. Para ganar el juego, el jugador debe prevenir la escalada mediante el bombardear todas las fábricas tan rápido como sea posible, evitando que avancen en su tecnología. Si eran dejadas solas por mucho tiempo, las fábricas crearían nuevo armamento para abrumar al jugador.

## Legado
Wright continuó desarrollando el editor para el juego como un juguete personal debido a que lo disfrutaba mucho. Investigó sobre planeamiento urbanístico y se dio cuenta de que otros podrían disfrutar de la construcción y la edificación de las ciudades mismas. El resultado fue un videojuego de simulación más elaborado que eventualmente sería SimCity.